# Holger Sundström
Pour les articles homonymes, voir Sundström.
Holger Bertil Sundström est un skipper suédois né le 17 avril 1925 à Göteborg et mort le 9 avril 2023 dans la même ville.
Aux Jeux olympiques d'été de 1964 à Tokyo, il est médaillé de bronze en classe star avec Pelle Petterson sur le Humbug V.